# روبرتو كافاناه
روبرتو كافاناه (بالإسبانية: Roberto Cavanagh)‏ هو لاعب البولو أرجنتيني، ولد في 12 نوفمبر 1914 في بوينس آيرس في الأرجنتين، وتوفي في 15 سبتمبر 2002 في فينادو تيورتو في الأرجنتين.

## وصلات خارجية
- روبرتو كافاناه على موقع أوليمبيديا (الإنجليزية)